# Ornex
Ornex település Franciaországban, Ain megyében. Lakosainak száma 4903 fő (2022. január 1.). Ornex Ferney-Voltaire, Prévessin-Moëns, Ségny, Versonnex és Collex-Bossy községekkel határos.

## Népesség
A település népességének változása:
| Lakosok száma | 519  | 1065 | 2263 | 3053 | 4276 | 4390 | 4410 | 4483 | 4591 | 4903 |
|               | 1968 | 1982 | 1990 | 2006 | 2013 | 2015 | 2017 | 2019 | 2020 | 2022 |